# Myrrhidendron glaucescens
Myrrhidendron glaucescens är en flockblommig växtart som först beskrevs av George Bentham, och fick sitt nu gällande namn av John Merle Coulter och Joseph Nelson Rose. Myrrhidendron glaucescens ingår i släktet Myrrhidendron och familjen flockblommiga växter. Inga underarter finns listade i Catalogue of Life.